# Tilde Lindwall
Tilde Lindwall, född 24 augusti 2001, är en svensk fotbollsspelare som spelar för norska Vålerenga.

## Karriär
Lindwall började spela fotboll som sexåring i Djurgårdens IF. Lindwall debuterade i Damallsvenskan den 5 november 2017 i en 0–1-förlust mot Kopparbergs/Göteborg FC, där hon blev inbytt i den 81:a minuten mot Michelle Wörner. I november 2019 förlängde Lindwall sitt kontrakt med två år. I januari 2022 förlängde hon sitt kontrakt med två år.
I februari 2024 värvades Lindwall av norska Vålerenga, där hon skrev på ett tvåårskontrakt.